# Italo Zilioli

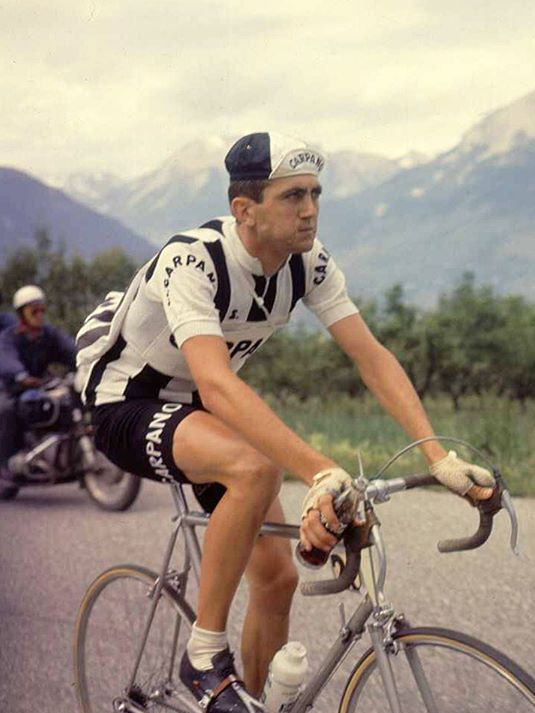
Italo Zilioli al Giro d'Itàlia de 1964

Italo Zilioli (Torí, 24 de setembre de 1941) va ser un ciclista italià, que fou professional entre 1962 i 1976. Durant la seva carrera esportiva aconseguí 58 victòries i nombroses places de podi.

## Biografia
Els seus inicis com a professional foren molt prometedors, amb quatre victòries consecutives en quatre semiclàssiques de la temporada italiana de 1963: Tre Valli Varesine, Giro del Véneto, Giro dels Apenins i Giro dell'Emilia, les tres últimes clàrament destacat.
Per la seva manera de córrer i d'atacar fou comparat a Fausto Coppi, del qual el nomenaven el successor. Amb tot, això no fou així i d'altres ciclistes italians del moment acabaren obtenint èxits més destacats, com ara Gianni Motta o Felice Gimondi, i sempre quedà com l'eterna promesa del ciclisme italià.
Els seus principals èxits obtingué en les semiclàssiques italianes i al Giro: 2n el 1964, rere Jacques Anquetil, el 1965, rere Vittorio Adorni i el 1966, rere Gianni Motta; i 3r el 1969.
Després d'haver corregut sempre en equips italians, el 1970 va canviar d'aires i fitxà per l'equip Faemino d'Eddy Merckx. Això li va permetre rellançar la seva carrera, tot guanyant la Setmana Catalana i, sobretot, la 2a etapa del Tour de França de 1970, que a més li va servir per vestir el mallot de líder durant quatre dies. El 1971, amb un nou canvi d'equip, guanya la Tirrena-Adriàtica i ajuda el suec Gosta Petterson a aconseguir la victòria en el Giro d'Itàlia.
Els darrers anys de la seva carrera professional els acabà en equips italians d'àmbit nacional.

## Palmarès
- 1963
  - 1r al Giro dels Apenins
  - 1r al Giro del Véneto
  - 1r al Giro dell'Emilia
  - 1r als Tre Valli Varesine
  - 1r al Premi de Niça
  - 1r al Premi de Rimaggio
  - Vencedor d'una etapa de la Volta a Suïssa
- 1964
  - 1r a la Copa Agostoni
  - 1r al Giro del Véneto
  - 1r a la Copa Sabatini
  - 1r al Gran Premi de Mònaco
  - 1r al Critèrium de Rennes
- 1965
  - 1r al Gran Premi Vizcaya
  - 1r al Giro del Ticino
  - 1r de la Niça-Mont-Agel
  - 1r al Premi de Caen
  - 1r al Premi de Cirié
  - Vencedor d'una etapa del Giro d'Itàlia
- 1966
  - 1r al Campionat de Zúric
  - 1r al Gran Premi de la Indústria i el Comerç de Prato
  - 1r al Gran Premi de Sormano
  - 1r al Premi de Cirié
- 1968
  - 1r del Giro de Campania
  - Vencedor d'una etapa del Giro d'Itàlia
  - Vencedor d'una etapa de la Tirrena-Adriàtica
- 1969
  - Vencedor d'una etapa del Giro d'Itàlia
- 1970
  - 1r de la Setmana Catalana i vencedor de 2 etapes
  - 1r al Giro del Piemont
  - 1r al Giro delle Marche
  - 1r al Premi de Sarlat
  - 1r al Critèrium de Woluwé-Saint Lambert
  - Vencedor d'una etapa al Giro d'Itàlia
  - Vencedor d'una etapa al Tour de França
  - Vencedor d'una etapa a la Volta a Llevant
- 1971
  - 1r a la Tirrena-Adriàtica i vencedor d'una etapa
  - 1r al Trofeu Laigueglia
  - 1r al Premi de Merano
  - 1r al Premi de Maggiora
  - 1r al Premi de Cecina
  - 1r al Premi de Cotignola
  - 1r al Premi de San Maria Infante
  - Vencedor de 2 etapes a la Setmana Catalana
- 1972
  - 1r al Premi de Montereau
  - Vencedor d'una etapa al Giro d'Itàlia
- 1973
  - 1r de la Copa Placci
  - 1r du Giro dels Apenins
  - 1r al Gran Premi Montelupo
  - 1r al Premi de Dolcedo
  - 1r al Premi de Cirié
- 1974
  - Vencedor d'una etapa de la Tirrena-Adriàtica
- 1975
  - 1r al Premi de Cecina
  - 1r al Premi de Monte San Pietrangeli
  - Vencedor d'una etapa de la Tirrena-Adriàtica
- 1976
  - 1r al Premi de Scarlino
  - 1r al Premi de Morravalle

### Resultats al Giro d'Itàlia
- 1963. 18è de la classificació general
- 1964. 2n de la classificació general
- 1965. 2n de la classificació general. Vencedor d'una etapa
- 1966. 2n de la classificació general
- 1967. Abandona
- 1968. 4t de la classificació general. Vencedor d'una etapa
- 1969. 3r de la classificació general. Vencedor d'una etapa
- 1970. 5è de la classificació general. Vencedor d'una etapa
- 1971. 22è de la classificació general
- 1972. Eliminat. Vencedor d'una etapa
- 1973. 14è de la classificació general
- 1974. Abandona
- 1975. 39è de la classificació general
- 1976. 16è de la classificació general

### Resultats al Tour de França
- 1968. Abandona (12a etapa)
- 1970. 13è de la classificació general. Vencedor d'una etapa. Porta el mallot groc durant 4 dies
- 1972. Abandona (13a etapa)